# Adilxàhides
Els adilxàhides o dinastia adilxàhida fou un llinatge musulmà que va governar el sultanat de Bijapur. Van substituir als bahmànides del Dècan. Van governar entre 1489 i 1686 quan foren conquerits per l'Imperi Mogol. El nom derivava del títol dels sobirans "Adil Khan" inicialment i després "Adil Xah".
La dinastia la va fundar Yusuf Adil Khan que era esclau de Mahmud Gawan, el ministre bahmànida. Yusuf fou nomenat governador de la província de Daulatabad i el 1489 va fer pronunciar per primer cop la khutba en el seu nom, ara canviat a Yusuf Adil Xah; es va crear també una nova genealogia: era fill del soldà otomà Murat II que fou salvat per la seva mare de la mort ordenada per Mehmet II; fou enviat a Sava amb un mercader que el va criar i després posat al servei de Mahmud Gawan. Fou el primer governant musulmà que va introduir les doctrines xiïtes a l'Índia. Va lluitar contra els altres reis del Dècan i el rei hindú de Vijayanagar; els portuguesos van arribar en aquest temps i es van apoderar de Goa. La història següent està plena de guerres contra Bidar, Ahmadnagar, Golconda, i Vijayanagar; el 1564 els quatre estats musulmans es van coaligar contra el regne hindú i el derrotaren a Talikot. El seu màxim poder va arribar amb Ibrahim II. Els enfrontaments amb els mogul van començar el 1636 i el sobirà es va haver de declarar vassall. El 1656 a la mort de Muhammad, Xa Jahan no va acceptar el seu successor Ali i va enviar Aurangzeb a envair el país; la malaltia de Djahan Shah va aturar les operacions, però el 1659 el peshwa mahrata Siwadji va iniciar les hostilitats. Ali Adil Shah va morir en una expedició a Chitradurga (a petició dels musulmans locals que es queixaven de maltractaments del nayak); poc després (ja el 1672), al saber-se a la capital, va pujar al tron un menor, Sikandar i el regne va ser ocupat progressivament per mahrates i mogols; el 1686 la capital fou conquerida per Aurangzeb. El darrer rei va morir captiu el 1700.

## Adilxàhides de Bijapur
- Yússuf Àdil Xah (1489-1510)
- Ismaïl Àdil Xah (1510-1534)
- Mal·lu Àdil Xah (1534)
- Ibrahim Àdil Xah I (1534-1558)
- Alí Àdil Xah I (1558-1580)
- Ibrahim Àdil Xah II (1580-1626)
- Muhàmmad Àdil Xah (1626-1656)
- Alí Àdil Xah II (1656-1671)
- Sikandar Àdil Xah (1671-1686)